# Sebastian Schwele
Sebastian „Basti“ Schwele (* 5. März 1976 in Buchloe) ist ein ehemaliger deutscher Eishockeyspieler, der heute als Sportjournalist für TV-Sender in Deutschland, der Schweiz und Österreich arbeitet.

## Karriere
Schwele begann seine Karriere in der Saison 1992/93 in der Juniorenmannschaft des ESV Kaufbeuren, für den er auch in den Folgejahren spielte. Seinen ersten Einsatz in der DEL hatte er in der Saison 1994/95 für die Kaufbeurer Adler, bei denen er bis zur Saison 1995/96 unter Vertrag stand.
Nachdem er erste Erfahrungen in Deutschlands höchster Spielklasse gesammelt hatte, zog es Schwele nach München, wo er ab 1996 für den ESC München in der Bayernliga spielte, bevor er als Mitgründer des EHC München für den selbigen aufs Eis ging.
Mit dem EHC München stieg er in der Gründungssaison 1998/99 aus der Bezirksliga in die Landesliga auf und in der Saison 1999/2000 gelang auf Anhieb der Aufstieg in die Bayernliga. Zur Saison 2003/04 wurde der Aufstieg in die Oberliga gefeiert und nach zwei Jahren gelang ihm mit dem EHC auch der Aufstieg in die 2. Bundesliga. Unter der Saison 2006/07 verließ Schwele den EHC München und unterschrieb beim Ligakonkurrenten ESV Kaufbeuren einen Vertrag für den Rest der Saison.
In der Saison 2007/08 spielte Schwele beim EC Pfaffenhofen in der Bayernliga, bei dem er mit der Rückennummer 16 auflief und auch in der Saison 2008/09 stand Schwele im Kader des EC Pfaffenhofen, bestritt allerdings kein Spiel.

## Sportjournalismus
Schwele arbeitete bereits während seiner aktiven Zeit von 2001 bis 2010 für den Pay-TV-Sender Premiere respektive Sky Deutschland. Nach einem Arbeitgeberwechsel zu ServusTV kommentierte er ab 2010 Spiele der multinationalen Erste Bank Eishockey Liga und ab 2012 der höchsten deutschen Eishockeyliga, der DEL. Seit dem Wechsel der Übertragungsrechte ist Schwele bei MagentaSport und Sport1 als Moderator und Kommentator der DEL und der 3. Fußball-Liga, sowie für den Sender MySports in der Schweizer National League tätig.
Weiterhin kommentiert Schwele zusammen mit Rick Goldmann seit 2011 die Spiele der deutschen Eishockeynationalmannschaft sowie der Eishockey-Weltmeisterschaften auf Sport 1. Nach dem Wechsel der Übertragungsrechte zu ProSiebenSat.1 Media, ist er nun auch dort als Kommentator tätig.
2018 wurde das Sport1-Trio Schwele, Rick Goldmann und Sascha Bandermann für den Deutschen Fernsehpreis in der Kategorie „Beste Sportsendung“ nominiert.
Seit 2018 kommentiert er auf Sport1 als Nachfolger von Elmar Paulke, der zum Streamingdienst DAZN wechselte, auch die Turniere der Professional Darts Corporation (PDC).

## Statistiken
(Legende zur Spielerstatistik: Sp oder GP = absolvierte Spiele; T oder G = erzielte Tore; V oder A = erzielte Assists; Pkt oder Pts = erzielte Scorerpunkte; SM oder PIM = erhaltene Strafminuten; +/− = Plus/Minus-Bilanz; PP = erzielte Überzahltore; SH = erzielte Unterzahltore; GW = erzielte Siegtore; 1 Play-downs/Relegation; Kursiv: Statistik nicht vollständig)